# クラップカメラ
クラップカメラとは、蛇腹等を使って携帯時に鏡胴部分を折りたためるフォールディングカメラの一種で、レンズの付いた前板を撮影状態時にはボディから伸びた腕木で固定し、収納時は腕木を折りたたんで前板を収納できる構造のカメラである。
腕木の代わりにパンタグラフ型のたすきを用いたクラップカメラもある。

## 登場と衰退

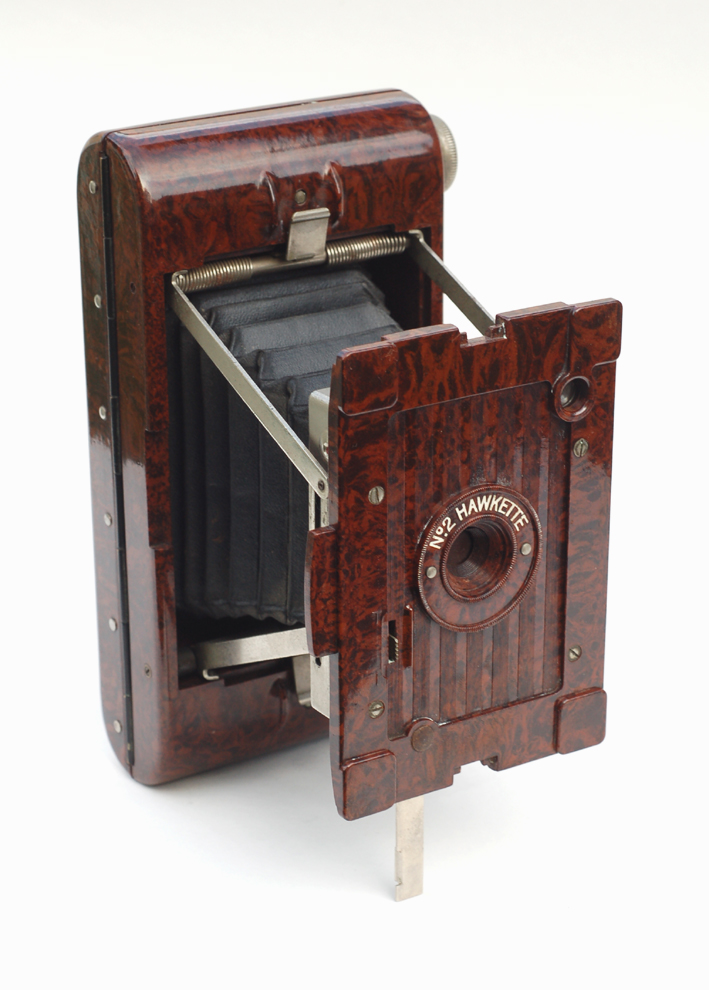
コダック No.2 ホーケッテ - ヴェスト・ポケット・コダックの流れを汲むクラップカメラ

クラップカメラはロールフィルム普及以前から存在していた方式で、特にヴェスト・ポケット・コダックが爆発的に普及したため有名になった。ヴェスト・ポケット・コダックのような簡単なカメラから本格的な高級クラップカメラまで多様なクラップカメラが1910～1930年代まで作られ続けていたが、次第にワンタッチで前板が撮影状態に立ち上がるスプリングカメラが普及して、クラップカメラは急激に衰退した。しかし、スプリングカメラが廃れた後もスプリングカメラより丈夫で精度に優れるとされ、わずかながらクラップカメラが開発され続けていた(プラウベル・マキナ67がこれにあたる)。しかし中判の一眼レフカメラ、レンジファインダーカメラなどが普及した今日では全く製造されていない。
日本で作られたクラップカメラで有名なものに六櫻社（コニカを経て現コニカミノルタホールディングス）製「パーレット」、日独写真機(後のミノルタ)製「ミノルタ」がある。「パーレット」は上記ヴェスト・ポケット・コダックのデッドコピーカメラである。また「ミノルタ」の後継機「オートミノルタ」は日本初の距離計連動式クラップカメラである。

## スプリングカメラとの違い
クラップカメラはスプリングカメラと違い、バネによってワンタッチで撮影状態にする仕掛けはない。前蓋もなく、前板を手で引っ張って撮影状態にする。撮影状態まで前板を引っ張ると腕木によって前板が固定される。スプリングカメラ同様レンズ部分とボディを連携させることは難しいが、前板部分にカメラの機能のほとんどを取り付けている機種が多く、比較的後期に作られたものでは距離計連動を実現しているものもある。先述のプラウベル・マキナ67は距離計連動に加え、露出計も連動式になっているが、ファインダーはボディ側に付いている。